# 259 Aleteja
259 Aleteja (mednarodno ime 259 Aletheia) je izredno temen asteroid v glavnem asteroidnem pasu. Kaže značilnosti dveh tipov asteroidov ( C in P ).

## Odkritje
Asteroid je odkril nemško-ameriški astronom Christian Heinrich Friedrich Peters (1813 – 1890) 28. junija 1886 .  Imenuje se po boginji Aleteji iz grške mitologije.

## Lastnosti
Asteroid Aleteja obkroži Sonce v 5,57 letih. Njegova tirnica ima izsrednost 0,121, nagnjena pa je za 10,815° proti ekliptiki. Njegov premer je 178,60 km , okoli svoje osi se zavrti v 15 h.